# Thérèse Taba
Thérèse Taba, née le 4 mai 1951, est une actrice ivoirienne.

## Biographie

### Enfance et études
« Tété », « Maman Tété », « Maman Té », « La Vieille Mère », sont là des noms utilisés pour désigner Thérèse Taba. Une des pionnières du théâtre et du cinéma ivoirien. L'amour qu'elle a pour le théâtre et le cinéma n’est pas un fait du hasard. Il remonte à sa tendre enfance. Elle avait des prédispositions naturelles pour faire le théâtre. Depuis l'école primaire, elle jouait dans les pièces de théâtre, pendant les fêtes de fin d’année. Elle est restée dans ce registre jusqu’à l’obtention de son Brevet d'Etude de Premier Cycle (BEPC). Une de ses connaissances, qui a étudié à l'Institut National des Arts (Ina) actuelle Institut National de l'Enseignement Supérieur et de l'Action Culturelle (Insaac) à Abidjan à qui elle  a démontré son amour pour le théâtre et tous les talents prometteurs dont elle faisait preuve, lui offrant le possibilité de participer à des représentations théâtrales. Elle présente ainsi le concours d'entrée à l'École Nationale d'Art de théâtre. Chose à laquelle elle réussit avec brio. Ainsi commence une carrière passionnante pour Thérèse Taba. À l’École Nationale de Théâtre, parallèlement à ses études, elle continue à travailler dans le théâtre. Là, elle a étudié les arts pendant cinq ans. En 1972, elle part en France suivre une année de formation à l'Ecole supérieure d’art dramatique de Strasbourg. L'année suivante, elle retourne en Côte d'Ivoire et réintègre l'École Nationale de Théâtre. Une profession qui ne l’empêche pas de poursuivre sa passion pour les planches.

### Carrière
Elle est considérée comme une doyenne du 7e art ivoirien parmi d'autres comme : Léonard Groguhet, Adjé Daniel, Bamba Bakary, Djessan Ayateau, Bagnon, etc. Elle joue actuellement dans la série à succès Ma Famille le rôle de la mère d'Akissi Delta et de l'ex-femme de Léo (Léonard Groguhet) et également dans la série télévisée Le Choix de Marianne. En 1981,elle fait la rencontre de son mari Laba Sosseh au Palais des Congres de l’hôtel Ivoire. Ce dernier est décédé le 20 septembre 2007 à Dakar. En début d'année 2007, elle tourne dans une publicité télévisée de Jumbo avec d'autres acteurs comme Léonard Groguhet et Cécilia Pongo (également actrice de Ma famille).

## Filmographie
- 2002-2007 : Ma famille Téléfilm avec Akissi Delta,Michel Bohiri, Clémentine Papouet, Angéline Nadié, Josiane Yapo, Michel Gohou, Nastou Traoré, Wabehi Amélie, Decothey...
- 2009 : Le Choix de Marianne réalisé par Bernard Mafily, avec Michel Bohiri, Michel Gohou, Prisca Marceleney...
- 1992 : Lolo Joli cœur
- 1990 : Le Sixième doigt de Henri Duparc avec Patrick Chesnais, Jean Carmet, Bakary Bamba, Naky Sy Savane
- 1988 : Bal Poussière, de Henri Duparc
- 1988 : les Guérisseurs de Sidiki Bakaba
- 1984 : Ablakon de Roger Gnoan M'Bala
- 1983 : Pétanqui de Yéo Kozoloa
- 1981 : Adja Tio de Jean Louis Koula.
- 1972 : Abusuan de Henri Duparc